# Ruhwa (rivière)
La Ruhwa (ou Lua, Luha, Luhwa, Luwa, Ruwa) est une rivière du sud-ouest du Rwanda et du nord-ouest du Burundi, en Afrique de l'Est, formant la partie occidentale de la frontière entre ces deux pays. Elle est un affluent gauche de la rivière Ruzizi, sa confluence marquant le tripoint frontalier entre ces deux pays et la République démocratique du Congo.